# Mitsubishi Ki-20
Le Mitsubishi Ki-20 est un bombardier lourd quadrimoteur japonais des années 1930 dérivé de l'avion de ligne allemand Junkers G 38. Il fut en son temps le plus gros avion militaire de son pays.

## Historique

### Développements
En 1930 les ingénieurs de Junkers développèrent le K-51 (K pour Kampfflugzeug, soit avion de combat en français) une version militaire du G 38. Clairement destiné à des missions de bombardement aérien l'avion ne pouvait être construit et assemblé en Allemagne, ce pays étant encore sous le coup du traité de Versailles lui interdisant l'utilisation de telles machines. Cependant le projet du K-51 intéressa l'empire du Japon. Néanmoins les moteurs Jumo 204 d'origine développant 750 chevaux ne semblaient pas intéresser les responsables de l'empire qui décidèrent de commander des L-88, également conçus et usinés par la firme Junkers. Ceux-ci faisaient gagner cent chevaux de puissance à chaque moteur.
L'assemblage des K-51 fut confié à l'avionneur Mitsubishi alors que l'armée nippone octroyait à l'avion la désignation de Type 92. De son côté le constructeur l'appellerait Ki-20. Six exemplaires furent commandés.
Ayant réalisé son vol inaugural au cours de l'année 1932, l'avion entra immédiatement en production et les deux premiers avions de série firent leur entrée en service opérationnel dès l'année suivante. Jamais le Japon n'avait eu un aussi gros bombardier dans les rangs de l'aviation de l'armée impériale. 

### Engagements

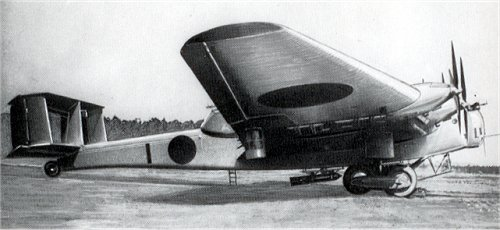
Mitsubishi Ki-20 dans sa livrée de l'Armée impériale japonaise.

Dès leur entrée en service ces avions démontrèrent des qualités assez médiocres, en raison notamment de la relative inadaptation de leur structure à leur mission. Cependant ils furent rapidement engagés dans les premiers affrontements de la seconde guerre sino-japonaise puisqu'ils menèrent une série de bombardements contre les positions chinoises de Mandchourie.  Ils furent également employés pour harceler les forces soviétiques à la frontière  sibérienne. Cependant l'aviation du front lui opposa une aviation de chasse efficace et réellement dangereuse pour des bombardiers aussi lents que les Ki-20.
Dès 1938 il devint évident que ces avions étaient en voie d'obsolescence, notamment du fait d'une défense chinoise de mieux en mieux armée. Il fut donc décidé de les désarmer et d'en faire des avions cargo principalement utilisés pour le transport de courrier. En 1940 les six Mitsubishi Ki-20 furent finalement réformés et envoyés aux  ferrailleurs. Ils ne reçurent donc jamais de nom de code par les Alliés puisque retirés du service à l'entrée des États-Unis dans la Seconde Guerre mondiale.

### Utilisateurs
- Japon
  - Armée impériale japonaise.

## Versions
- Junkers G 38 : Désignation attribuée en Allemagne à l'avion de ligne dont est tiré le bombardier.
- Junkers K-51 : Désignation attribuée en Allemagne par les responsables de Junkers au programme d'origine.
- Avion de combat Type 92 : Désignation attribuée au Japon par l'Armée impériale japonaise au Junkers K-51.
- Mitsubishi Ki-20 : Désignation attribué au Japon aux six avions de série.